# Liggett Ducat
Pour les articles homonymes, voir LD.
Liggett Ducat (LD) est une marque de cigarettes russe appartenant à Japan Tobacco International. Les cigarettes LD en Amérique du Nord sont manufacturées par la Turquie.

## Histoire

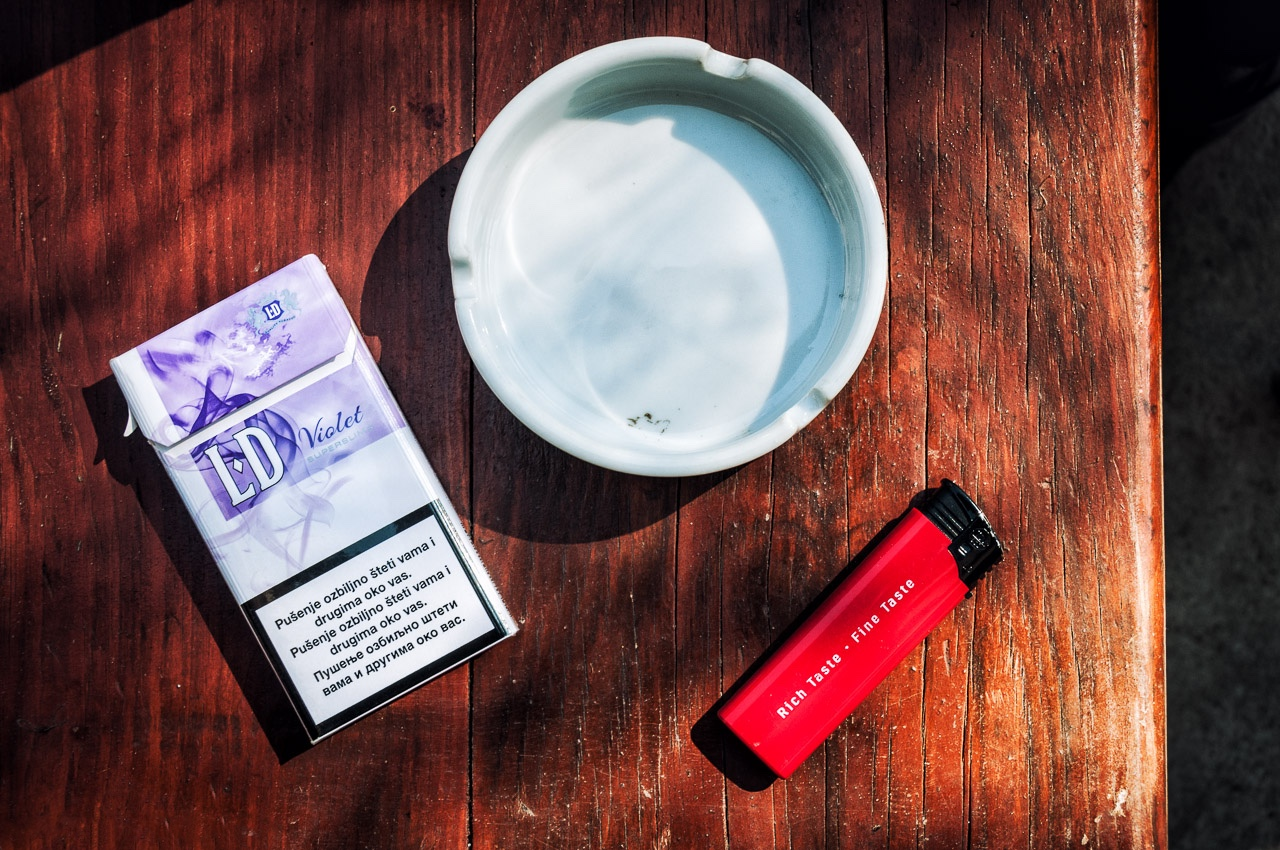
Paquet de cigarettes LD de Bosnie-Herzégovine.

LD est lancée en Russie en 1999 et est rapidement devenue la marque la plus vendue dans le pays. La marque est achetée par le Gallaher Group en 2000, qui a par la suite été achetée par JTI en 2007. L'usine où les premières cigarettes LD étaient produites ferme en 2016.
En 2016, JTI annonce l'introduction des cigarettes LD aux États-Unis (et au Canada) avec les variétés rouge, argent et vert (menthol). La marque y devient une marque bon marché. Son introduction avait pour but de rivaliser avec les marques bon marché L&M et Pall Mall. La marque a débuté dans les états de Caroline du Nord et du Sud et y a connu un succès, confirmant le choix de JTI de commercialiser à grandeur du pays en 2017,.

## Marchés
Les cigarettes LD sont vendues dans 51 pays dont la Russie, le Danemark, le maroc, l'Autriche, la Pologne, la Hongrie, la Tchéquie, la Croatie, la Serbie, la Lettonie, la Lituanie, l'Estonie, la Malaisie, l'Égypte, la Biélorussie, l'Ukraine, l'Azerbaïdjan, le Monténégro, le Kazakhstan, le Kirghizstan, l'Afrique du Sud, le Bangladesh, Singapour, le Canada, les États-Unis, la Roumanie, le Mexique, la Jordanie, l'Israël, la Mongolie l'Algérie et Taïwan,.